# Aïn Boudinar
Aïn Boudinar è un comune dell'Algeria, situato nella provincia di Mostaganem.